# Arnoldus Johannes Gevers
Jhr. Arnoldus Johannes (Arnold) Gevers (Eindhoven, 18 januari 1949) is een Nederlands archivaris, historicus en publicist.

## Familie
Gevers is een lid van de deels adellijke familie Gevers. Hij is een zoon van jhr. dr. ir. Matthijs Gevers (1912-1993), adjunct-directeur van het natuurkundig laboratorium van Koninklijke Philips Electronics N.V., en Domina Maria Vredenbregt (1911-2004). Zijn directe voorvader jhr. mr. Claudius Pieter Gevers (1770-1831), lid van de raad van Gouda, lid van de Tweede Kamer der Staten-Generaal en schepen van Rotterdam, was in 1815 de eerste van het geslacht Gevers die werd verheven in de Nederlandse adel.

## Loopbaan
Gevers begon in augustus 1973 als archiefambtenaar bij het huidige Historisch Centrum Overijssel (HCO), voorheen het Rijksarchief in Overijssel. Een van zijn eerste publicaties was de Inventaris van de papieren Van Bevervoorden (1974). Daarna heeft hij nog vele inventarissen van familie- en huisarchieven samengesteld. Op 2 november 2012 nam hij officieel afscheid van het HCO met het symposium Adel en heraldiek. Adellijke kwartieren en voorouderbewijs in de Nederlanden; daarbij werd de gelijknamige afscheidsbundel gepresenteerd.
Vanaf 1983 publiceerde Gevers samen met collega en partner A.J. Mensema (1946-2020) over havezaten en landhuizen. Het eerste in een reeks was De havezaten in Salland en hun bewoners (1983). Erna volgden, steeds met zijn partner geschreven, nog standaardwerken over de havezaten in Twente (1995) en die in het Land van Vollenhove (2004).
Op 26 april 2013 werden Gevers en zijn partner A.J. Gevers-Mensema benoemd tot ridder in de Orde van Oranje-Nassau.